# Daniel Asenov
Daniel Asenov (in bulgaro Даниел Асенов?; 17 maggio 1997) è un pugile bulgaro.

## Palmarès

### Europei dilettanti
- 2 medaglie:
  - 2 ori (Samokov 2015 nei pesi mosca; Charkiv 2017 nei pesi mosca)